# Widewutis

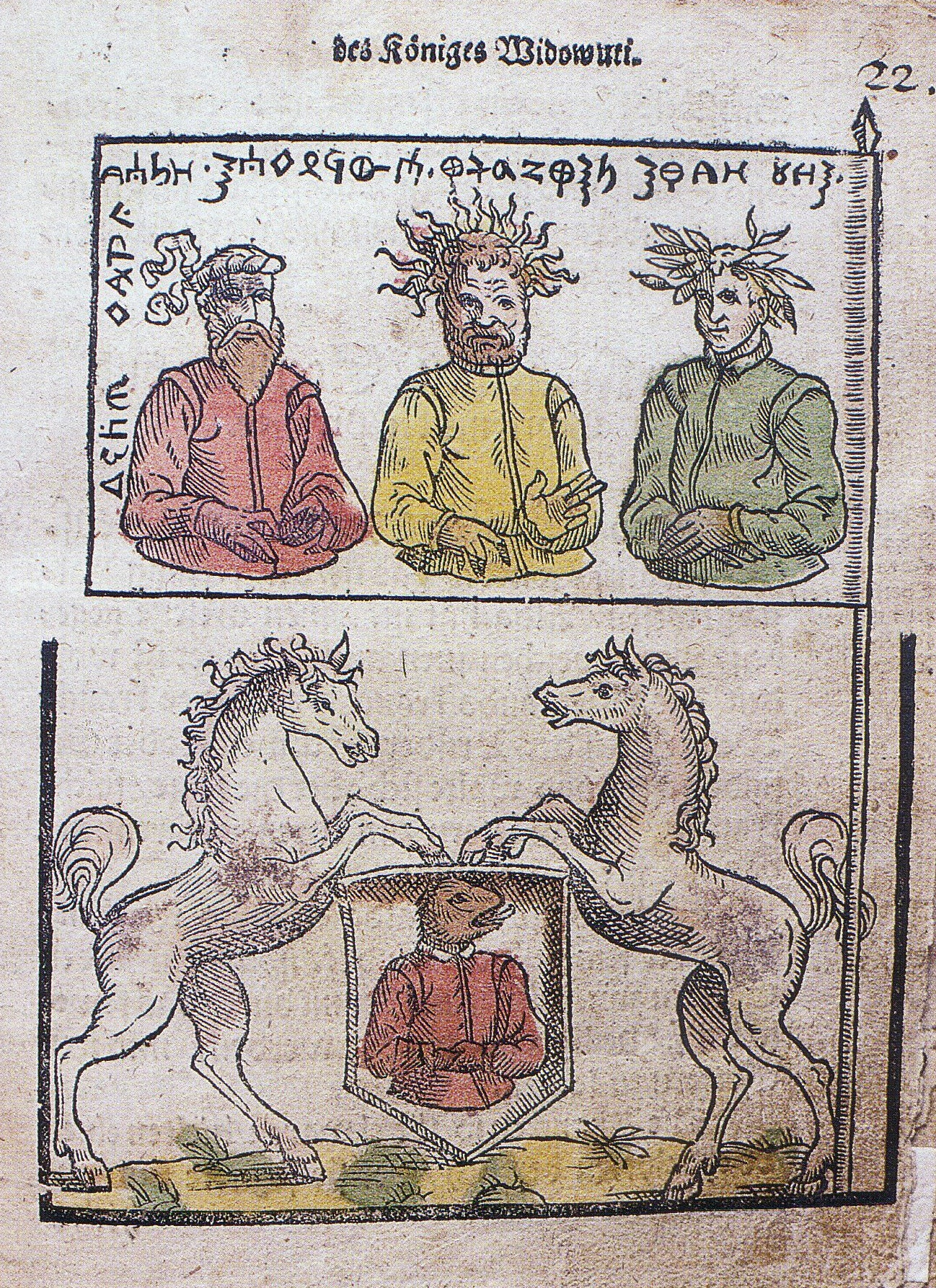
Representació de déus pagans i del mateix Widewutis.

Widewutis (també escrit: Viduutus, Vidvutus, Witowudi, Waidewut, Vaidevutis, Widewuto) fou un rei llegendari de les antigues tribus prussianes, el qual governà conjuntament amb el seu germà gran, el summe sacerdot Bruteno al segle vi. La primera notícia que se'n té d'ells són escrits del segle XVI: cròniques d'Erasmus Stella, Simon Grunau, i Lucas David. Encara que aquestes cròniques manquen de fiabilitat històrica, van ser molt conegudes en el passat. No és clar si la llegenda que narren és autènticament prussiana (i per tant pertanyent a la mitologia prussiana) o si es tracta d'una creació sortida de la imaginació de Grunau (potser inspirada en el Moisés i Aaron de la Bíblia), tot i que els investigadors lituans tendeixen a creure en la seva autenticitat.

## Llegendes
Segons la llegenda, Widewutis i Bruteno eren reis dels cimbris que foren expulsats pels gots de les seves terres. Els cimbris arribaren a Ulmiganea, que estava habitada per tribus més primitives, les quals no coneixien l'agricultura ni la construcció de cases i viles. Widewutis i Bruteno civilitzaren aquesta gent i anomenaren Prússia a la regió, paraula que deriva de Bruteno (Pruteno). Gintaras Beresnevičius ha fet notar que aquesta arribada té molta coincidència amb l'emigració dels longobards cap a la península Itàlica. Widewutis governà amb saviesa i creà lleis per regular la vida familiar (per exemple, estava permès que cada home tingués tres esposes; estava permesa la incineració de parents greument malalts i la infidelitat es castigava amb la mort), la vida en societat (per exemple, estava prohibida l'esclavitud; els guerrers distingits en batalla i posseïdors d'un cavall eren ascendits a la noblesa), i s'establien els càstigs per l'activitat criminal. Bruteno tenia el càrrec de criwo cyrwaito, el sume sacerdot que s'encarregava de la vida religiosa. Widewutis tingué dotze fills, que foren caps de tribus i els seus noms serviren per designar el territori corresponent a cada un, per exemple, Lituània porta el nom del fill gran, anomenat Litvas, Sudòvia era el territori de Sudo, etc. Va tenir una llarga vida i als 116 anys, Widewutis s'immolà juntament amb Bruteno en una cerimònia religiosa al temple de Romuva. Ambdós germans van ser venerats com a part d'un mateix déu que anomenaven Wurskaito.

## Bandera
Widewutis tenia una bandera blanca, que mesurava cinc per tres colzes. Aquesta bandera tenia dibuixats tres déus prussians, segons narra Grunau en la seva obra. A l'esquerra estava el déu de l'inframon, Peckols, representat en forma d'home vell amb barba blanca i un mocador blanc al cap; al mig estava el déu del cel, el tro i la tempesta, Perkūnas, representat per un home de mitjana edat amb cabellera espessa; a la dreta estava el déu del mar i la collita, Patrimpas, que estava representat per la imatge d'un home jove sense barba que duia una corona feta amb espigues de cereal. La bandera de Widewutis tenia també altres símbols misteriosos, que recorden l'alfabet ciríl·lic. Alguns lingüistes han provar de desxifrar-los sense aconseguir-ho.